# Francisco Palacios
Francisco Antonio Palacios Alleyne (Panama, 10 dicembre 1990) è un calciatore panamense, difensore del San Francisco e della nazionale panamense.